# Lubitel 2

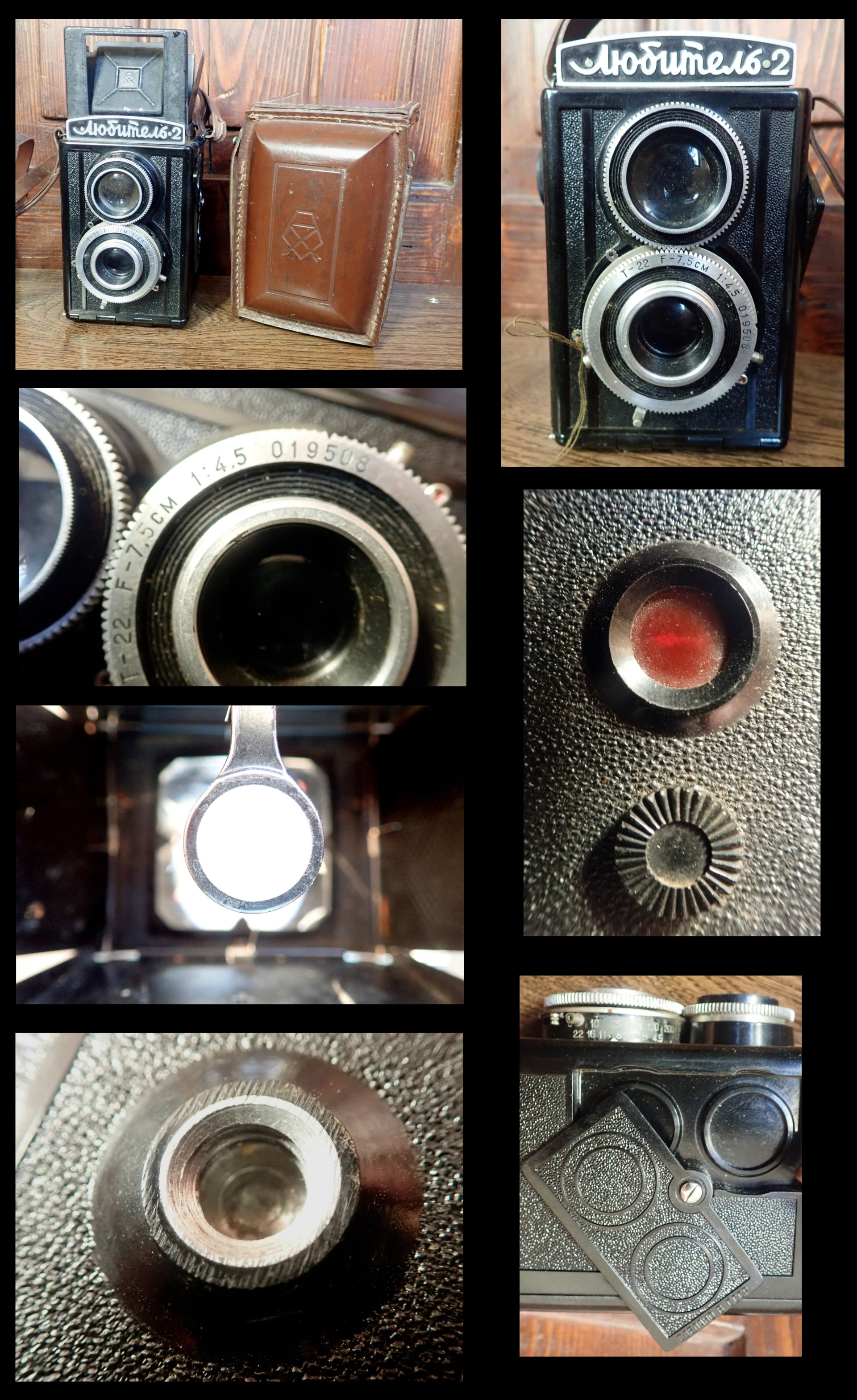
Fotoaparát Lubitel 2

Lubitel 2 (Ljubitěl, rusky Любитель-2, česky „amatér“) je fotoaparát vyráběný v Sovětském svazu v letech 1954–1980. Tělo měl zhotovené z bakelitu, novější modely z termoplastu. Jednalo se o dvouokou zrcadlovku s hlavním tříčočkovým objektivem ohniskové vzdálenosti 75 mm a o světelnosti 1:4,5. Spřažený hledáčkový objektiv měl ohniskovou vzdálenost 60 mm a světelnost 2,8. Ten přenášel obraz na skleněnou plochu hledáčku, opatřenou ve středu malou matnicí, ostření bylo tedy dost komplikované, a to i pomocí výklopné lupy. Oproti vyspělejším modelům dvouokých zrcadlovek, jako třeba náš Flexaret, nebo špičkový Rolleiflex, nebyl náhledový obraz stranově převrácený a k náhledu obrazu nesloužila celoplošná matnice. Primitivní orientační náhled umožňoval průhled štěrbinou v zadní části krytu matnice sklopeným čelem krytu, v praxi těžkou použitelný. Expoziční časy bylo možno nastavit v rozmezí 1/15s, 1/30s, 1/60s, 1/125s, 1/250s a B, tedy otevřená závěrka. 
Lubitel používal svitkový film pro rozměr negativu 6 x 6 cm, umožňující pořízení dvanácti snímků, posun filmu se musel provádět manuálně s kontrolou čísla snímku, vytištěného na zadní straně krycího papíru filmu. K tomu bylo určeno kruhové okénko, osazené výsuvným červeným filtrem, bránícím průniku parazitního světla do komory fotoaparátu. Až nový model 166 Universal z 80. let umožnil vkládání rámečku pro úpravu formátu negativu na 6 x 4,5 cm, jako měl třeba Pionýr. Běžnou praxí bylo, že fotograf zapomněl před dalším snímkem film přetočit a vznikaly tak nechtěné, mnohdy zajímavé dvojexpozice. Bylo to dáno tím, že s posunem filmu se nenatahovala závěrka. Z boku těla byl otočným krytem chráněný úložný prostor pro dva filtry, na spodku těla se nacházel kovový úchyt na stativ. Fotoaparát byl umístěný v nepružném plastovém pouzdře.
O oblibě tohoto cenově dostupného fotoaparátu pro amatéry svědčí statistika prodeje, uvádějící více než 2 100 000 prodaných kusů za dvacet pět let výroby. Vzhledem ke konkurenci neskonale kvalitnějších výrobců fotoaparátů je úspěchem, že se vyvážel i do Velké Británie nebo coby Amatör do Německé spolkové republiky.